# Mary Jo Bang
Mary Jo Bang (Waynesville, Missouri, 22 d'octubre de 1946) és una poeta estatunidenca. Criada a Ferguson (Missouri), es va graduar en sociologia per la Universitat Northwestern i per la Politècnica de Londres Central i la Universitat de Colúmbia amb un MFA. És professora de la Universitat Washington a Saint Louis. La seva obra ha aparegut en New American Writing, Paris Review, The New Yorker, The New Republic, Denver Quarterly i Harvard Review. Bang fou coeditora de poesia de Boston Review de 1995 a 2005. Va formar part del jurat del Premi James Laughlin 2004.

## Obres
- "The Diary of a Lost Girl"; "The Penguin Chiaroscuro"; "The Medicinal Cotton Clouds Come Down to Cover Them"; "Dark Smudged the Path Untrammeled"; "A Hurricranium, He Said"; "Speech is Designed to Persuade", Jacket 12.
- «So, So It Begins Means It Begins». The New Yorker, 30-03-2009.
- «The Cruel Wheel Turns Twice». The Paris Review, tardor–hivern 2005. Arxivat de l'original el 2009-07-07 [Consulta: 2 abril 2015]. Arxivat 2009-07-07 a Wayback Machine.
- Elegy.  Graywolf Press, 2007. ISBN 978-1-55597-483-1.
- The Eye Like a Strange Balloon.  Grove Press, 2004. ISBN 978-0-8021-4157-6.
- The Downstream Extremity of the Isle of the Swans.  University of Georgia Press, març 2001. ISBN 978-0-8203-2292-6.
- Louise In Love.  Grove Press, 2001. ISBN 978-0-8021-3760-9.
- Apology for Want.  UPNE, 1997. ISBN 978-0-87451-822-1.
- The Bride of E.
- Selected Poems.
- Her Head in a Rabbit Hole.

Traduccions
- Eskapaden. Selected Poems. German/Engl. (Luxbooks, Wiesbaden 2010).

Antologies
- «The Opening». A: Heather McHugh, David Lehman. The Best American Poetry 2007.  Simon and Schuster, 2007. ISBN 978-0-7432-9972-5.
- «The Eye like a Strange Balloon Mounts Towards Infinity». A: Lyn Hejinian, David Lehman. The Best American Poetry 2004.  Simon and Schuster, 2004. ISBN 978-0-7432-5757-2.
- «Don't Know Why There's No Sun Up in the Sky Stormy Weather». A: John Tranter, John Kinsella, Tracy Ryan. Salt an International Journal of Poetry and Poetics.  Salt Publishing, 2002. ISBN 978-1-876857-47-9.